# Wendy Fraser
Wendy Fraser, född den 23 april 1963 i Bukoba, Tanzania, är en brittisk landhockeyspelare.
Hon tog OS-brons i damernas landhockeyturnering i samband med de olympiska landhockeytävlingarna 1992 i Barcelona.